# کلشچوو (استان ووتسکی)
کلشچوو (به لهستانی:  Kleszczów) یک روستا در لهستان است که در گمینا کلشچوو واقع شده‌است.
 کلشچوو  ۴٬۵۰۰ نفر جمعیت دارد.

## خواهرخوانده
شهر ویادانا خواهرخواندهٔ کلشچوو (استان ووتسکی) هست.